# Институт программных систем Общества Макса Планка
Институт программных систем Макса Планка (англ. Max Planck Institute for Software Systems, MPI-SWS) — научно-исследовательский институт компьютерных наук, расположенный в Саарбрюккене и Кайзерслаутерне, Германия. Институт уполномочен проводить фундаментальные исследования во всех областях, связанных с проектированием, анализом, моделированием, внедрением и оценкой сложных программных систем. Конкретные области интересов включают системы программирования,  распределенные и сетевые системы, встроенные и автономные системы, а также такие межсекторальные аспекты, как формальное моделирование и анализ программных систем, безопасность, надежность и разработка программного обеспечения. 
Институт программных систем Общества Макса Планка работает в тесном сотрудничестве с Институт информатики Общества Макса Планка (MPI-INF), факультетами информатики Университета Кайзерслаутерна и Саарского университета, Немецкого исследовательского центра искусственного интеллекта (DFKI), Фраунгоферовского института экспериментальной программной инженерии и промышленной математики и других вычислительных исследовательских центров в Кайзерслаутерне-Саарбрюккене.

## Организация
Институт был основан в ноябре 2004 года, и с тех пор активно работает над расширением своего научно-исследовательского потенциала. В целом, в институте трудятся 5 директоров, 12 преподавателей и около 100 аспирантов и докторантов.
В настоящее время институт состоит из следующих директоров и преподавателей:
- Бьорн Бранденбург, руководитель группы систем реального времени.
- Мария Кристакис, руководитель группы практических формальных методов.
- Ева Дарулова.
- Дерек Драйер, руководитель группы основ программирования.
- Питер Друшель (директор), руководитель группы распределенных систем и операционных систем.
- Пол Фрэнсис (директор), руководитель группы крупномасштабных интернет-систем.
- Дипак Гарг, руководитель группы основ компьютерной безопасности.
- Мануэль Гомес Родригез, руководитель группы "обучение в сетях".
- Кришна Гуммади, руководитель группы сетевых систем.
- Рупак Маджумдар (директор), руководитель группы строгой разработки программного обеспечения.
- Виктор Вафейадис, руководитель группы анализа и верификации программного обеспечения.

Кроме того, с институтом сотрудничают:
- Михаель Бакес, руководитель группы информационной безопасности и криптографии.
- Роберт Харпер.

## Внешние ссылки
- mpi-sws.mpg.de — официальный сайт института программных систем Макса Планка
- Международная исследовательская школа Макса Планка по информатике Архивная копия от 3 июня 2017 на Wayback Machine